# 113 Pułk Artylerii
113 pułk artylerii (113 pa) – oddział Wojsk Rakietowych i Artylerii ludowego Wojska Polskiego.

## Historia
17 maja 1951 Minister Obrony Narodowej wydał rozkaz o sformowaniu 113 pułku artylerii haubic, w terminie do 1 grudnia 1952, w garnizonie Gubin-Komorów, w składzie 19 Dywizji Zmechanizowanej. W terminie do 20 grudnia 1955 pułk przeformowany został w 36 dywizjon artylerii haubic. Zmiana etatu związana była z przeformowaniem 19 DZ w 19 Dywizji Pancernej, która dwa lata później przemianowana została na 5 Saską Dywizję Pancerną. W 1968 ponownie przeformowany został w 113 pułk artylerii.
Stacjonował w garnizonie Kostrzyn nad Odrą. W 1989 pułk podporządkowany został dowódcy 4 Dywizji Zmechanizowanej. W 1994 oddział przemianowany został na 13 pułk artylerii.

## Tradycje
9 września 1996 jednostka otrzymała nazwę wyróżniającą „Kostrzyński” i imię patrona – pułkownika Mikołaja Gomólickiego oraz przyjęła dziedzictwo tradycji:
- 1 pułku artylerii polowej 1918–1919
- 13 Kresowego pułku artylerii lekkiej 1919–1939
- 113 pułku artylerii haubic 1951–1955
- 36 Dywizjonu artylerii haubic 1956–1968
- 113 pułku artylerii 1968–1994

Na podstawie tej samej decyzji Ministra Obrony Narodowej dzień 9 września ustanowiony został świętem pułku. W terminie do 31 grudnia 1998 jednostka została rozformowana, lecz jej tradycje pielęgnowane są przez kostrzyńskie Towarzystwo Miłośników 13 Kostrzyńskiego pułku artylerii.

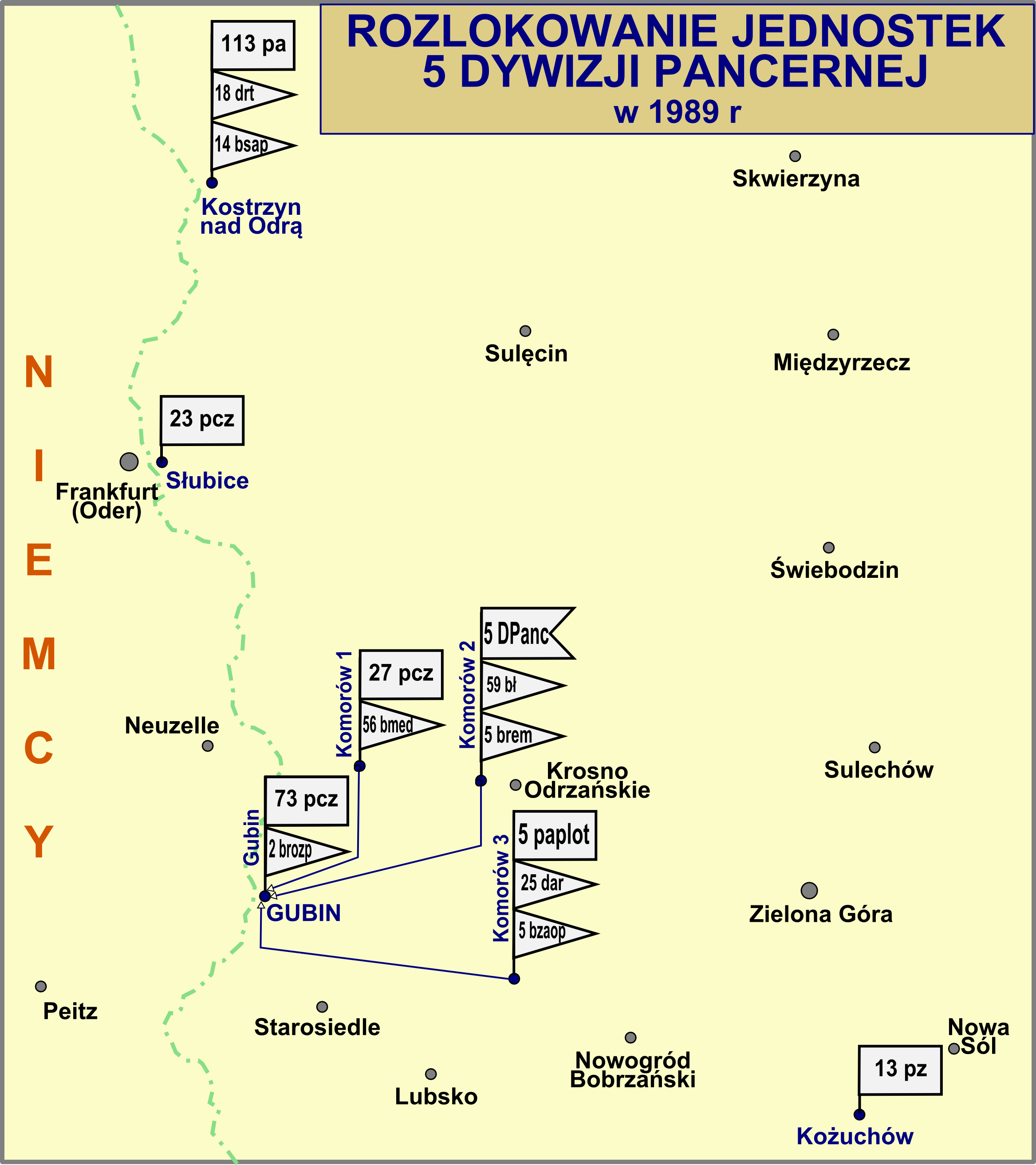
Rozlokowanie 5 DPanc w 1989

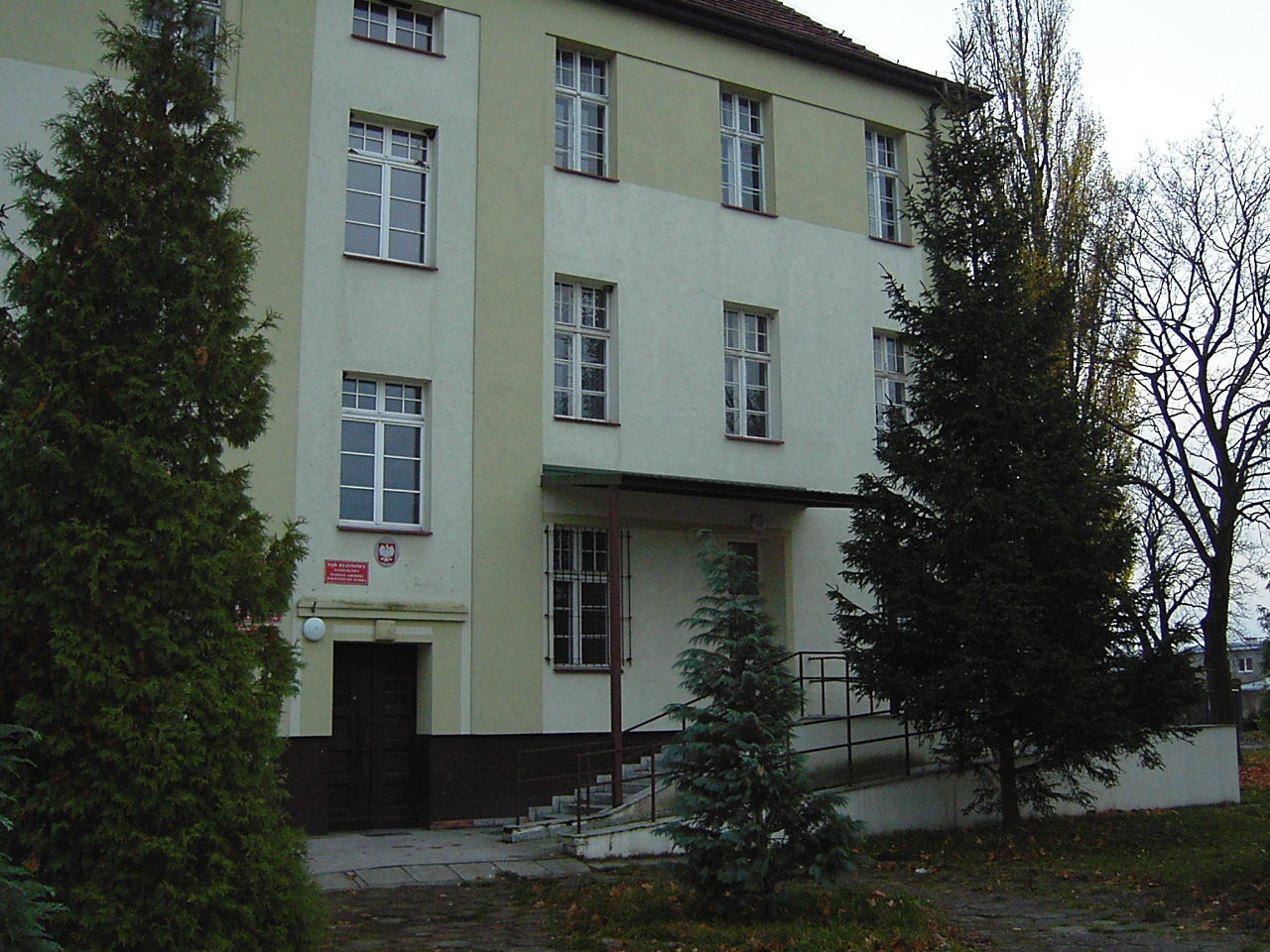
W tym budynku zakwaterowany był sztab pułku (stan z 2008)

## Struktura organizacyjna
- dowództwo, sztab
- bateria dowodzenia 
  - plutony: rozpoznania, łączności, topograficzno-rachunkowy, rozpoznania dźwiękowego
- dywizjon haubic 122 mm
- dywizjon haubic 152 mm
- pluton przeciwlotniczy
- kompanie: zaopatrzenia, remontowa, medyczna

Razem w pułku artylerii: 18 haubic 122 mm, 18 haubic 152 mm i 4 zestawy ZU-23-2.

## Dowódcy jednostki
Dowódcy 36 dah:
- mjr Edward Dziwisz (był w 1956)[3]

## Przekształcenia
113 pułk artylerii haubic (1951-1955) → 36 dywizjon artylerii haubic (1955-1968) → 113 pułk artylerii → 13 pułk artylerii